# 麥道加號驅逐艦 (DD-54)
麥道加號驅逐艦（舷號DD-54）是一艘隸屬於美國海軍的驅逐艦，為奧拜恩級驅逐艦的四號艦。她是美軍第一艘以麥道加為名的軍艦，以紀念美墨戰爭時期的海軍軍官大衛·麥道加（David M. McDougal）。麥道加亦是1868年日本長州藩下關戰爭的美國軍艦指揮。
麥道加號在1913年於巴斯鋼鐵廠開始建造，在1915年下水服役，其時第一次世界大戰已經爆發。接著麥道加號主要留在大西洋訓練及作中立巡航。美國參戰後，麥道加號被派往法國及愛爾蘭海域，掩護協約國船隻。戰後麥道加號留在加勒比海巡航，在1922年退役。1924年麥道加號轉交美國海岸防衛隊，負責截查酒精走私，期間曾參與搜救失事墜毀的阿克倫號飛船。1933年麥道加號回到海軍，在1935年除籍，按倫敦海軍條約出售拆解。